# Afrà (nom)
Afrà és un nom femení àrab (àrab: عفراء, ʿAfrāʾ) que literalment significa ‘del color de la pols' o ‘grisosa’. Si bé Afrà és la transcripció normativa en català del nom en àrab clàssic, també se'l pot trobar transcrit Afra.